# Особый отдел

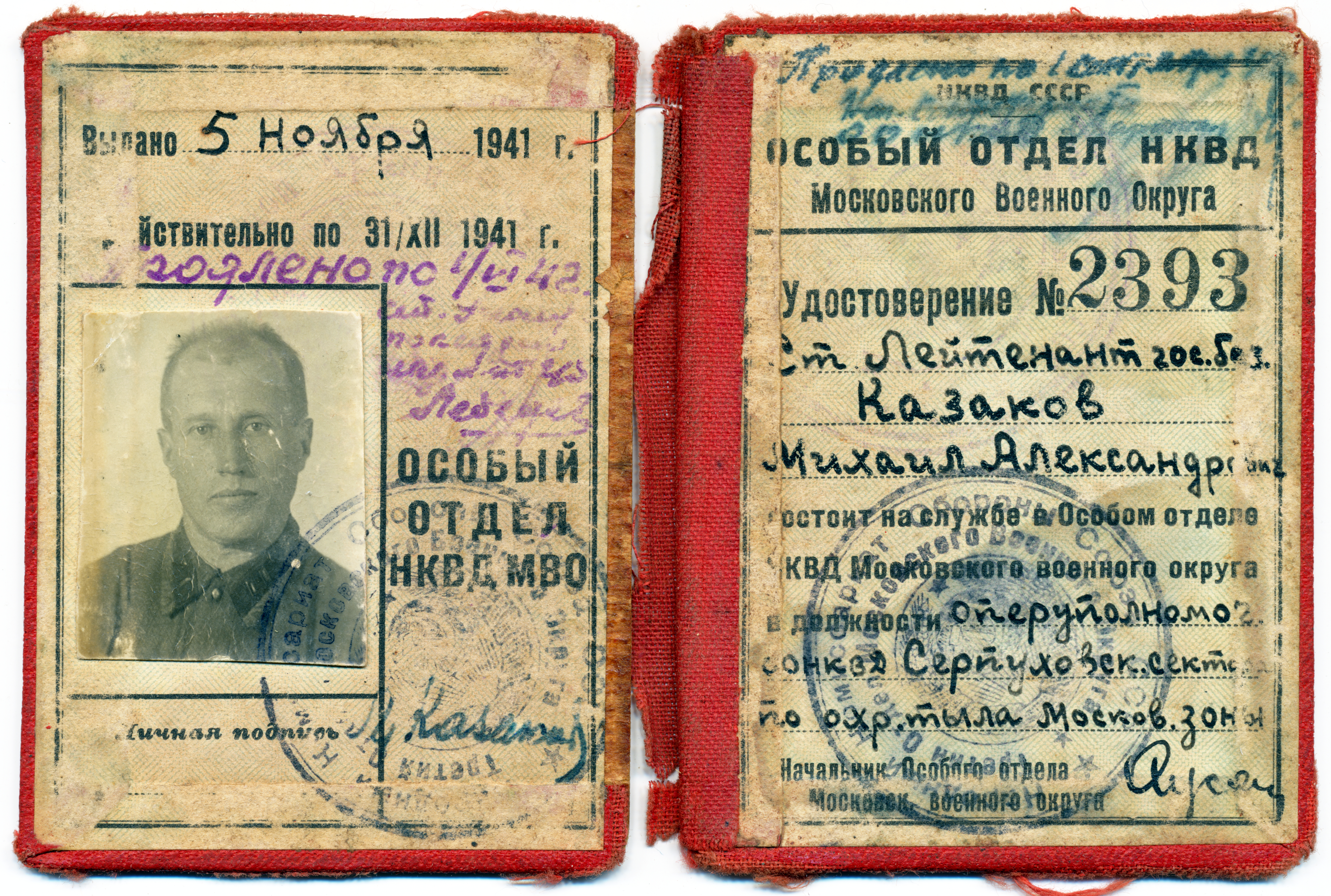
Удостоверение старшего лейтенанта госбезопасности Казакова М. А. (1941)

Осо́бый отде́л (ОсО) — наименование военной контрразведки ВЧК — ГПУ — ОГПУ — НКВД — КГБ СССР. После распада СССР — наименование военной контрразведки ФСБ России, КГБ Белоруссии, СБУ, КНБ Казахстана

## История
Особые отделы были созданы 19 декабря 1918 года постановлением Бюро ЦК РКП(б), по которому фронтовые и армейские ЧК были объединены с органами Военного контроля, затем на их основе образован новый орган — Особый отдел ВЧК при СНК РСФСР. В дальнейшем с образованием особых отделов фронтов, военных округов, флотов, армий, флотилий и особых отделов при губернских ЧК была создана единая централизованная система органов безопасности в войсках.
В 1934—1938 годах военная контрразведка как Особый (с декабря 1936 — 5-й) Отдел входит в состав Главного управления государственной безопасности (ГУГБ) НКВД СССР. В марте 1938 года с упразднением ГУГБ, на базе 5-го Отдела создаётся 2-е Управление (особых отделов) НКВД СССР. Уже в сентябре 1938 года, в ходе очередной реорганизации, проведённой по инициативе нового первого заместителя наркома Л. П. Берии, ГУГБ было воссоздано, а 2-е управление вошло в него в качестве 4-го (Особого) Отдела.
В подчинении — особые отделы (ОО) в РККА, РККФ, войсках НКВД.
3 февраля 1941 года состоялось решение Политбюро ЦК ВКП(Б) «О передаче Особого отдела из НКВД СССР в ведение Наркомата обороны и Наркомата Военно-морского флота СССР», по которому Особый отдел ГУГБ НКВД СССР ликвидировался, а вместо него создавались третьи управления НКО и НК ВМФ соответственно. В НКВД также остался свой 3-й отдел, который теперь выполнял соответствующие функции только в войсках и органах НКВД. Начальники третьих управлений НКО и НК ВМФ, а также 3-го отдела НКВД подчинялись непосредственно своим наркомам.
В то же время 8 февраля 1941 года вышло дополнительное совместное постановление  ЦК ВКП(б) и СНК  СССР "о передаче особого отдела из НКВД СССР в ведение наркомата обороны и наркомата военно-морского флота СССР"  которое обязывало образовать в Москве Центральный совет из представителей НКГБ СССР, НКО, НКВМФ и НКВД СССР в составе Народного Комиссара Государственной Безопасности СССР, Народного Комиссара Внутренних Дел СССР, начальника 3-го управления Наркомата обороны и начальника 3-го управления Наркомата Военно-Морского Флота, а на естах в военных округах аналогичные советы в составе руководителей местных органов НКГБ и НКВД СССР и начальников соответствующих периферийных органов Третьих управлений НКО и НКВМФ.
На образуемые советы была возложена задача координирования борьбы с антисоветскими элементами, в частности выработку общих методов работы, дачу установок и указаний по отдельным делам и вопросам, затрагивающим интересы соответствующих органов НКГБ, НКО, НКВМФ и НКВД, разрешение возникающих в процессе работы разногласий и пр. Центральный Совет и Советы на местах должны были собираться по мере необходимости, но не реже одного раза в месяц.
Также 19 апреля 1941 года вышло совместное постановлением ЦК ВКП(б) и СНК  СССР "о третьих управлениях НКО и НКВМФ", согласно которому в штаты органов Третьих управлений Наркомата обороны и Наркомата Военно-Морского Флота (в центре, в округах, армиях, корпусах, дивизиях, бригадах, укрепленных районах, гарнизонах, военных академиях, училищах, флотах, флотилиях и военно-морских базах) были введены должности заместителей начальников Третьих управлений (отделов, отделений), которые непосредственно подчинялись  соответствующим НКГБ—УНКГБ по территориальности, с одновременным их подчинением начальникам Третьих управлений (отделов, отделений). Согласно тому же постановлению указанные выше заместители начальников Третьих управлений (отделов, отделений) НКО и НКВМФ назначались, перемещалиь и увольнялись приказами НКГБ СССР и содержатся за счет НКГБ СССР.
Главная обязанность заместителей начальников Третьих управлений (отделов, отделений) НКО и НКВМФ заключалась в информировании начальников Третьих управлений (отделов, отделений) о делах, находящихся в производстве органов госбезопасности и имеющих прямое отношение к работе органов Третьих управлений, и в информировании соответствующих органов Наркомата госбезопасности о всех делах, имеющихся в производстве Третьих управлений (отделов, отделений), а также сообщать органам госбезопасности (в центре — НКГБ СССР, на местах — НКГБ—УНКГБ по территориальности) через заместителей начальников Третьих управлений (отделов, отделений) о всех произведенных ими арестах, а также результатах допросов арестованных.
Третье управление НКО возглавил А. Н. Михеев, НК ВМФ — А. И. Петров, 3-й отдел НКВД — А. М. Белянов.
17 июля 1941 года постановлением Государственного комитета обороны органы 3-го Управления как в действующей армии, так и в военных округах от отделений в дивизиях и выше были преобразованы в Особые Отделы, а 3-е Управление — в Управление Особых Отделов. Управление Особых Отделов и Особые Отделы были подчинены НКВД СССР. При этом «в необходимых случаях» Особым Отделам было предоставлено право расстрела дезертиров на месте.

## Функции
В функции начальника, заместителя и оперуполномоченных особого отдела НКВД входило следующее:
- наблюдение за политическим и моральным состоянием подразделения;
- выявление лиц, чья деятельность квалифицировалась советским законодательством как государственное преступление — измена, шпионаж, диверсия, терроризм;
- выявление контрреволюционных организаций и групп лиц, ведущих антисоветскую агитацию;
- ведение следствия по государственным преступлениям под надзором прокуратуры с передачей дел в военные трибуналы.

С начала войны по декабрь 1941 года особыми отделами войск НКВД было задержано 17 человек. Из них освобождены 7, приговорены к лишению свободы 10 и всего 1 гражданин был подвергнут ВМН.

## Звания, форма одежды и знаки различия
В Положении об особых органах ГУГБ НКВД СССР, объявленном 23 мая 1936 года совместным приказом НКО/НКВД СССР № 91/183, и устанавливавшем, в том числе знаки различия и форменную одежду для сотрудников военной контрразведки, оговаривалось, что в случае совместного разрешения начальников ОО ГУГБ НКВД СССР и Управления по начсоставу РККА, сотрудникам особорганов, имевшим военное или специальное военно-техническое образование либо армейский командный стаж, предоставлено право ношения форменной одежды и знаков различия командного или военно-технического состава обслуживаемых ими частей.
При этом, личному составу центрального аппарата ОО ГУГБ НКВД СССР и аппаратов особых отделов УГБ территориальных органов внутренних дел, а также лицам, работающим вне РККА и ВМС и подчинённых им учреждений, установлена форма одежды начсостава госбезопасности НКВД. Как до образования Наркомата внутренних дел, так и после июля 1934 года оперативными работниками особых органов использовалась форма одежды и петлицы (в сухопутных войсках) или нарукавные нашивки (на флоте) тех воинских частей или учреждений, к которым были прикреплены по службе.

### Знаки различия
Для сотрудников особых отделов были установлены знаки различия по категориям в соответствии с занимаемой ими должностью:
- 13-я категория (4 ромба):
  - начальник Особого отдела (ОО) ОГПУ Центра и его заместители.
- 12-я категория (3 ромба):
  - помощники начальника ОО ОГПУ Центра;
  - начальники ОО ОГПУ военного округа и их заместители;
  - начальники ОО региональных полномочных представительств (ПП) ОГПУ/ГПУ.
- 11-я категория (2 ромба):
  - начальники отделения, части ОО ОГПУ Центра;
  - секретарь ОО ОГПУ Центра;
  - заместители и помощники начальника ОО региональных ПП ОГПУ/ГПУ;
  - начальники ОО ОГПУ корпуса, ВМС края, группы войск и их заместители.
- 10-я категория (1 ромб):
  - сотрудники для особых поручений, оперуполномоченные ОО ОГПУ Центра;
  - начальники отделения ОО региональных ПП ОГПУ/ГПУ, ОО НКВД ВО, армии, флота, ВМС края, группы войск;
  - начальники ОО ОГПУ дивизии, отдельной бригады, флотилии.
- 9-я категория (3 прямоугольника):
  - уполномоченные ОО ОГПУ Центра;
  - помощники начальника отделения и оперуполномоченные ОО региональных ПП ОГПУ/ГПУ;
  - оперуполномоченные ОО ОГПУ ВО, армии, флота, группы войск, дивизии, бригады, флотилии.
- 8-я категория (2 прямоугольника):
  - помощники уполномоченного, помощник секретаря ОО ОГПУ Центра;
  - уполномоченные, секретари ОО региональных ПП ОГПУ/ГПУ;
  - уполномоченные ОО ОГПУ ВО, армии, флота, группы войск, дивизии, бригады, флотилии и полка.
- 7-я категория (1 прямоугольник):
  - помощники уполномоченного ОО региональных ПП ОГПУ/ГПУ;
  - помощники уполномоченного ОО ОГПУ ВО, армии, флота, группы войск, дивизии, бригады, флотилии.
- 6-я категория (4 квадрата):
  - секретари ОО ОГПУ дивизии, бригады, флотилии.
- 5-я категория (3 квадрата):
  - коменданты ОО ОГПУ дивизии, бригады.

### Форма
После введения персональных званий для ГУГБ осенью 1935 года вопрос по форме одежды возник и у руководителей НКВД. В нормативных документах чётко отмечалось, что сотрудникам особых органов ГУГБ НКВД «присвоено обмундирование частей ими обслуживающихся», в нём же содержалось несколько странное условие: «<…>, причём со знаками различия ГУГБ».
Между Наркоматом и Инстанциями началась оживлённая переписка. Аргументация НКВД была вполне понятна. Наконец, 23 мая 1936 года было объявлено Положение об особых органах ГУГБ НКВД СССР, согласно которому сотрудникам ОО корпусов, флотов, особых отделений дивизий, бригад, укрепрайонов, флотилий, а также отдельным оперработникам, прикреплённым к частям и учреждениям РККА, устанавливалась форма одежды и знаки различия военно-политического состава соответствующих родов войск согласно присвоенным им специальным званиям органов госбезопасности:
1. 2 ромба — старший майор ГБ;
2. 1 ромб — майор ГБ;
3. 3 прямоугольника — капитан ГБ;
4. 2 прямоугольника — старший лейтенант ГБ;
5. 1 прямоугольник — лейтенант ГБ;
6. 3 квадрата — младший лейтенант и сержант ГБ.

Таким образом, особисты при форме политсостава рода войск, к которому принадлежала часть ими обслуживаемая, стали иметь как бы два звания — собственно присвоенное специальное звание ГБ и звание, по которому их знали в части (напр. майор ГБ — бригадный комиссар).
Личному составу центрального аппарата ОО ГУГБ НКВД СССР и аппаратов особых отделов УГБ территориальных органов внутренних дел, а также лицам, работающим вне РККА и ВМС и подчинённых им учреждений, устанавливалась форма одежды начсостава госбезопасности.
Данное положение оставалось до 1941 года, когда военная контрразведка на короткое время перешла в ведение Наркомата обороны (На базе ОО ГУГБ НКВД было образовано 3-е Управление НКО). В мае-июле 1941 года сотрудников ОО (теперь уже 3-х Управления/отделов) начали аттестовывать в званиях политсостава.
После возвращения военной контрразведки в состав НКВД (с августа 1941 года — Управление особых отделов НКВД СССР) особистов вновь принялись переаттестовывть на спецзвания ГБ. На форме одежды, однако, эти переаттестации никак не отразились.
До февраля 1941 года военные контрразведчики непосредственно в частях носили униформу обслуживаемого рода войск со знаками различия политического состава (наличие нарукавных звёзд политсостава и отсутствие нарукавных знаков госбезопасности) и звались либо спецзваниями государственной безопасности, либо званиями политсостава. Личный состав 4-го отдела Главного управления государственной безопасности Народного комиссариата внутренних дел СССР (с 29 сентября 1938 по 26 февраля 1941 года выполнял функции военной контрразведки) носили униформу и знаки различия госбезопасности и имели звания «сержант ГБ — генеральный комиссар ГБ» — спецзвания госбезопасности. В период с февраля 1941 по июль—август 1941 года военные контрразведчики так же носили униформу обслуживаемого рода войск со знаками различия политического состава и имели только звания политсостава. Сотрудники центрального аппарата (3-е управление НКО) в тот же период носили униформу ГБ и спецзвания ГБ (Начальник 3-го управления НКО майор ГБ А. Н. Михеев, зам. начальника — майор ГБ Н. А. Осетров и так далее). С 17 июля 1941 года, с образованием Управления особых отделов Народного комиссариата внутренних дел СССР, контрразведчики в войсках перешли на спецзвания ГБ (но также, наверное, пользовались и званиями политсостава). Униформа осталась прежней — политсостава.
19 апреля 1943 года на базе Управления особых отделов Народного комиссариата внутренних дел СССР было создано Главное управление контрразведки «Смерш» с передачей его в ведение Народного комиссариата обороны СССР. Бывшие особисты перешли в подчинение Наркома обороны. В связи с этим практически всем им были присвоены общеармейские звания, то есть без приставки «государственной безопасности» в персональном звании. 3 мая 1946 года ГУКР «СМЕРШ» НКО СССР были реорганизованы снова в ОО МГБ.